# Gelbaugen-Drongoschnäpper
Der Gelbaugen-Drongoschnäpper (Melaenornis ardesiacus) ist eine Vogelart aus der Familie der Fliegenschnäpper. Er ist in Zentralafrika verbreitet.

## Beschreibung
Der Gelbaugen-Drongoschnäpper erreicht eine Größe von 18 Zentimetern und ein Gewicht von 26 bis 35 Gramm. Kinn, Zügel und Stirn sind schwarz. Das Gefieder ist allgemein dunkel blaugrau. Bauch und Flanken sind etwas heller. Die Hand- und Armschwingen sind schwarz. Die Iris ist leuchtend hellgelb. Schnabel und Beine sind schwarz. Die Geschlechter sehen gleich aus. Die Jungvögel haben feine weiße Flecken auf der Brust, die besonders deutlich an den Seiten zu erkennen sind. Bauch und Unterschwanzdecken weisen weniger auffällige Flecken auf. Die Iris ist dunkel oder gräulichgelb.
Die Jungvögel sind noch nicht ausreichend beschrieben. Der Ruf besteht aus einem schnarrenden raap, raap und aus einem harschen tch-thec.

## Vorkommen
Das Verbreitungsgebiet des Gelbaugen-Drongoschnäppers erstreckt sich vom Albertine Rift im südwestlichen Uganda, über das nordwestliche Ruanda, die östliche Demokratische Republik Kongo und das Itombwe-Hochland bis zum nördlichen Rand des Tanganjikasees.

## Lebensraum
Der Gelbaugen-Drongoschnäpper kommt an den Rändern von Primären und Sekundären Wäldern, Lichtungen sowie auf den von Büschen dominierten Gründen und Hängen von Tälern in Höhenlagen von 1300 bis 2450 Meter vor. Er ist auf vereinzelten Sträuchern, kleinen Bäumen oder an Lianen zu beobachten.

## Lebensweise
Die Nahrung besteht aus Insekten, einschließlich Raupen und Käferlarven, die in ein bis zwölf Meter Höhe von hervorstehenden Zweigen oder von den Blütenähren der Lobeliengewächse gepickt werden. Der Gelbaugen-Drongoschnäpper lebt einzeln, paarweise oder in kleinen Familiengruppen von drei bis vier Vögeln. Die Brutzeit der monogamen und territorialen Vögel ist von Januar bis April. Das napfenförmige Nest wird in einer Astgabel in vier bis fünf Meter Höhe in kleinen Bäumen errichtet. Es besteht aus zwei Arten von weichem grünen Laubmoos und wird mit feinen Stängeln und Fasern gepolstert. Das Gelege besteht aus zwei Eiern. Weitere Informationen über die Brutbiologie liegen nicht vor.